# Ашев, Мухамед Джумальдинович

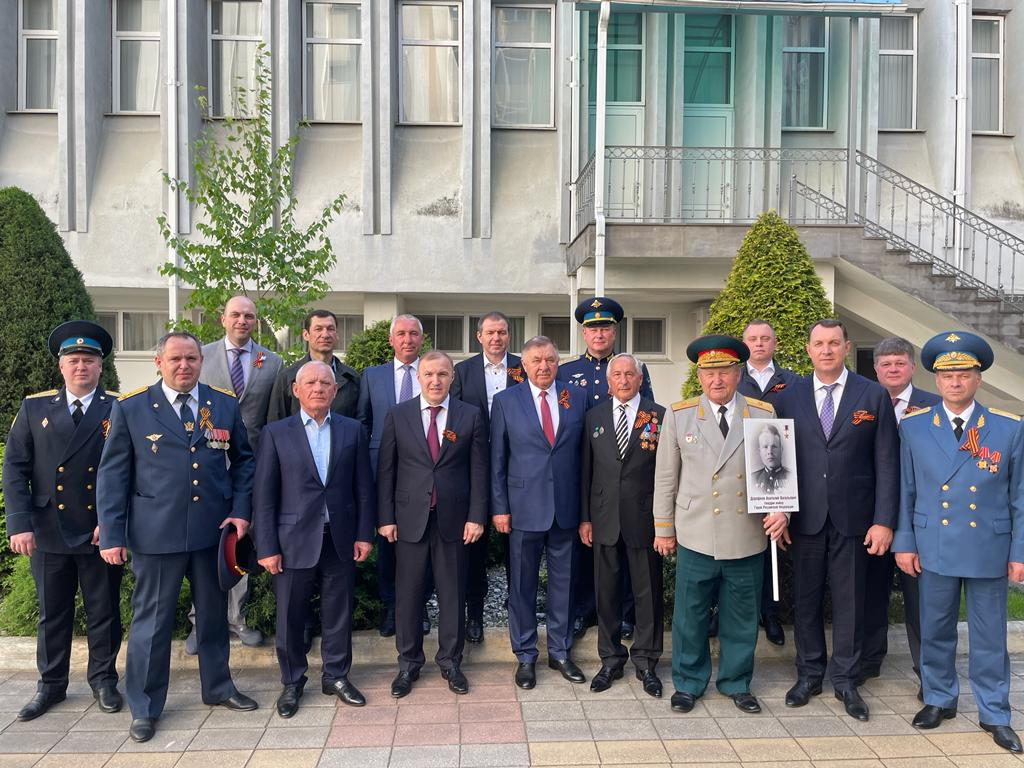
9 мая 2022 года Майкоп

Мухамед Джумальдинович Ашев (род. 19 июля 1955 года, а. Ходзь.Адыгея, СССР) — советский хозяйственный и российский государственный деятель, депутат четырёх созывов в Государственный совет-Хасэ Республики Адыгея, ВРИО председателя Государственного совета-Хасэ Республики Адыгея (2012-2013). Член Генерального Совета «Единой России». Секретарь Регионального отделения Партии «Единая Россия» (2012 - 2019).

## Биография
Родился 19 июля 1955 года в ауле Ходзь Кошехабльского района Адыгейской Автономной области Краснодарского края.
Образование высшее: Ставропольский ордена Трудового Красного Знамени сельскохозяйственный институт (в 1988 году),
Ростовский государственный университет (в 1994 году).
1.03.1978—1.04.1981 - Заведующий Казенно-Кужорским ветучастком, х. Казенно-Кужорский
2.04.1981—8.04.1982 - Начальник цеха птицефабрики «Кошехабльская», а. Кошехабль
8.04.1982—1.01.1990 - Главный ветврач птицефабрики «Кошехабльская», а. Кошехабль
1.01.1990—5.07.1991 - Заместитель директора по производству птицефабрики «Кошехабльская», а. Кошехабль
6.07.1991—20.02.1992 - Коммерческий директор АПФ «Лаго-Наки», а. Кошехабль
21.02.1992—18.05.1998 - Председатель КДП «Чехрак», пос. Дружба Кошехабльского района
19.05.1998—21.02.2002 - Директор ГУП по коневодству «Адыгейское», г. Майкоп
22.02.2002—11.04.2003 - Министр сельского хозяйства и продовольствия Республики Адыгея, г. Майкоп
1.06.2003—1.07.2003 - Исполнительный директор ООО «Люцерна Агрикол», г. Майкоп
1.07.2003—15.12.2004 - Директор по производству ОАО Агрокомплекса «Гиагинский», ст. Гиагинская
16.12.2004—4.04.2006 - Директор ООО «АМД-Агро», г. Майкоп
4.04.2006—30.03.2011 - Председатель комитета Государственного Совета-Хасэ Республики Адыгея по аграрной, продовольственной политике и развитию села, г. Майкоп
30.03.2011—8.3.2012 - Заместитель Председателя Государственного совета-Хасэ Республики Адыгея, г. Майкоп
8.3.2012—16.1.2013 — ВРИО Председателя Государственного Совета-Хасэ Республики Адыгея
2012 - 2019 - Секретарь Регионального отделения Партии «Единая Россия».
С 16.1.2013 - Заместитель Председателя Государственного совета-Хасэ Республики Адыгея,
Председатель комитета Государственного Совета - Хасэ Республики Адыгея по бюджетно-финансовой, налоговой, экономической политике, предпринимательству и внешнеэкономическим связям.
Член Генерального Совета «Единой России»

## Награды
- Орден Дружбы
- Медаль «Слава Адыгеи» (15 июля 2015) — за особые заслуги перед Республикой Адыгея и многолетний добросовестный труд
- Почётной грамотой Совета Федерации Федерального Собрания Российской Федерации
- Почётным знаком Государственного Совета-Хасэ Республики Адыгея «Закон. Долг. Честь»,
- Почётной грамотой Государственного Совета — Хасэ Республики Адыгея.
- Памятным знаком «Государственный Совет - Хасэ Республики Адыгея. XX лет»,
- Юбилейной медалью «25 лет Республике Адыгея».
- памятным знаком "Государственный Совет - Хасэ Республики Адыгея. 25 лет"